# 김성균 (야구 선수)
김성균(金成均, 1976년 1월 25일 ~ )은 전 KBO 리그 두산 베어스의 선수이다.

## 출신학교
- 광주제일고등학교
- 인하대학교

## 등번호
- 0번

## 통산기록
- 이하 두산 베어스 및 KBO 선수 페이지 은퇴선수 기록 참조.